# Diana in Acteon (Tizian)
Diana in Acteon je slika italijanskega renesančnega mojstra Tiziana, končana v letih 1556–1559 in sodi med največja Tizianova dela. Predstavlja trenutek, ko se lovec Acteon znajde, kjer se kopa boginja Diana in njene nimfe. Diana je besna in Acteona spremeni v jelena, ki ga nato lovijo in ubijejo njegovi psi, sceno, ki jo je pozneje Tizian naslikal v Smrt Acteona (Narodna galerija).
Diana je ženska na desni strani slike. Na sebi ima krono, na kateri je polmesec, pokriva pa jo temnopolta ženska, ki je morda njena služabnica. Nimfe kažejo različne reakcije in različne gole poze.
V letih 2008–2009 sta Narodna galerija v Londonu in Škotska narodna galerija uspešno izvedli kampanjo za pridobitev slike iz zbirke Bridgewater za 50 milijonov funtov. Kot rezultat tega bo Diana in Acteon še naprej na ogled v Veliki Britaniji in se bosta galeriji izmenjevali na pet let.

## Mit
Aktaion (Actaeon), obsedeni lovec, preseneti boginjo Diano, ki se spomladi kopa s svojimi nimfami. Jezna boginja ga spremeni v jelena, lastni psi pa ga raztrgajo, ker ga ne prepoznajo več.

## Zgodovina
Osemdelni cikel Poesie je ustvaril Tizian med bivanjem na španskem dvoru v Madridu med letoma 1553 in 1562 za kralja Filipa II. Ni znano, v kakšnih okoliščinah so bile narejen slike in kdo je izbral predmet. Danes so slike razpršene po več muzejih.
Prva slika je bila Danae in Laburnum, sledile so ji Venera in Adonis, Diana in Kalisto, Jazon in Medeja, Perzej in Andromeda, Diana in Acteon, Aktaenova smrt in nazadnje Evropa in Bik. Slike se precej razlikujejo po velikosti in sestavi. Skupno jim je sklicevanje na Ovidove Metamorfoze, z izjemo Jazona in Medeje ter Perzeja in Andromede, vse slike govorijo o ljubezni olimpskih bogov.
Slike so ostale v kraljevi zbirki v Madridu do leta 1704. Leta 1704 je kralj Filip V., Bourboni na španskem prestolu, serijo predstavil francoskemu veleposlaniku, ki jo je posredoval  Louisu Philippu, vojvodi Orleanskem. Leta 1791, dve leti pred smrtjo pod giljotino, je vojvoda svojo zbirko prodal trgovcu z umetninami v Bruslju. V Londonu je organiziral razstavo, na kateri je ponujal tudi slike Tiziana. Tam je sliko skupaj s sliko Diana in Kalisto kupil britanski graditelj kanalov in premogovniški magnat Francis Egerton, tretji vojvoda Bridgewater, eden najbogatejših mož v Angliji.
Egerton je umrl brez otrok in del njegovega bogastva, vključno z zbirko Bridgewater, je šla k nečaku Georgeu Gowerju. Zbirko približno 70 slik je prinesel v svoj londonski dom Bridgewater House v Westminstru. Od leta 1803 je bila galerija slik v poletnih mesecih odprta za izbrane obiskovalce, na priporočilo Kraljeve umetniške akademije. Ko je leta 1939 izbruhnila druga svetovna vojna, so zbirko preselili na Škotsko. Leta 2000 je zbirko podedoval še en potomec Francisa Egertona, Francis Egerton, 7. vojvoda Sutherlandski (* 1940).
Od leta 1945 do 2009 so bile slike izposojene v Škotski narodni galeriji v Edinburghu. Leta 2009 so sliko Diana in Acteon preko Francisa Egertona ter Tizianovo Diana in Kalisto ponudili različnim muzejem v Veliki Britaniji po ceni 100 milijonov funtov. Sliko sta iz zbirke 7. vojvode Egertona leta 2009, po nacionalni akciji zbiranja sredstev v Veliki Britaniji, skupaj pridobili Narodna galerija v Londonu in Škotska narodna galerija v Edinburghu za 50 milijonov funtov. Zdaj je izmenično prikazana v obeh muzejih vsakih pet let. Leta 2012 sta muzeja od istega lastnika pridobila spremljajočo sliko Diana in Kalisto za 45 milijonov funtov.

## Tizianova serijapoesieza Filipa II.
- Danaa, dostavljena Filipu leta 1553, zdaj zbirka Wellington, s prejšnjo in poznejšo različico.
- Venera in Adonis, muzej Prado, dobavljena 1554 in več drugih različic
- Ugrabitev Evrope, c. 1560–62, muzej Isabelle Stewart Gardner
- Diana in Acteon, 1556–59, v skupni lasti londonske Narodne galerije in Škotske narodne galerije v Edinburghu
- Diana in Kalisto, 1556–59, v skupni lasti londonske Narodne galerije in Škotske narodne galerije v Edinburghu
- Perzej in Andromeda, Wallace Collection, c. 1553–62
- Acteonova smrt, Narodna galerija, nikoli dostavljena in ni vedno všteta v seriji, c. 1559 naprej

- Danaa
- Venera in Adonis
- Diana in Acteon
- Diana in Kalisto
- Perzej in Andromeda
- Ugrabitev Evrope
- Acteonova smrt